# Pilema dubia
Pilema dubia är en kackerlacksart som beskrevs av Kirby, W. F. 1904. Pilema dubia ingår i släktet Pilema och familjen jättekackerlackor. Inga underarter finns listade i Catalogue of Life.